# Calamus zonatus
Calamus zonatus är en enhjärtbladig växtart som beskrevs av Odoardo Beccari. Calamus zonatus ingår i släktet Calamus och familjen Arecaceae. Inga underarter finns listade i Catalogue of Life.